# Hypomyces dactylarioides
Hypomyces dactylarioides är en svampart som beskrevs av G.R.W. Arnold 1972. Hypomyces dactylarioides ingår i släktet Hypomyces och familjen Hypocreaceae.   Inga underarter finns listade i Catalogue of Life.